# Kartikey Johri
Kartikey Johri – przedsiębiorca, Konsul Honorowym Republiki Indii we Wrocławiu (od 1 lutego 2018), właściciel restauracji „Masala” i wykładowca na Uniwersytecie Wrocławskim.

## Życiorys
Urodził się w miejscowości Kasganj, znajdującej się w stanie Uttar Pradesh na północy Indii. Ukończył szkołę Saraswati Shishu Mandir. W 1986 przyjechał do Wrocławia na wymianę studencką. Ukończył Politechnikę Wrocławską, zostając ekspertem w branży IT. Od 2004 jest związany z Ambasadą Indii w Polsce, współpracuje z indyjskimi przedsiębiorcami w celu promowania eksportu oraz inwestycji.  Od 1 lutego 2018 piastuje urząd Konsula Honorowego Republiki Indii we Wrocławiu. Pełni również funkcję jednego z ambasadorów Friends of India we Wrocławiu, która zajmuje się sponsorowaniem i planowaniem wydarzeń promujących kulturę indyjską w Polsce. Jest inicjatorem oraz współtwórcą licznych wydarzeń we Wrocławiu związanych z „budowaniem mostu między Indiami a Wrocławiem” (m.in.: Dzień Paszportu, Dzień Jogi, Tramwaj Dobrego Maharadży). W 2021 roku został nagrodzony Złotymi Spinaczami w dwóch kategoriach: PR miejsca, miasta, regionu oraz Sport, turystyka i rekreacja. Przyczynił się do powstania Studiów Podyplomowych Jogi Klasycznej przy zakładzie Filologii Indyjskiej na Uniwersytecie Wrocławskim. 